# Струмички партизански одред
Струмички народноослободилачки партизански (НОП) одред је био партизанска јединица у саставу Народноослободилачке војске и партизанских одреда Југославије током Другог светског рата у Македонији.

## Историјат
Формиран је 18. август 1944. на планини Плачковици (Бели камен) од дела људства из 4. македонске бригаде. У септембру је још два пута реорганизован и подељен на 2 чете. Вршио је диверзантске акције и мобилисао борце у рејону Струмице. Расформиран је 24. септембра 1944. а људство је ушло у састав 5. батаљона 5. македонске бригаде, Команде струмичког војног подручја и Ђевђелијско-богданског НОПО који је дејствовао у рејону Валандово, Дојран, Богданци. Ђевђелијско–богдански НОПО расформиран је у новембру, а људство је ушло у састав јединица 51. македонске дивизије.